# Zaak-Nóos

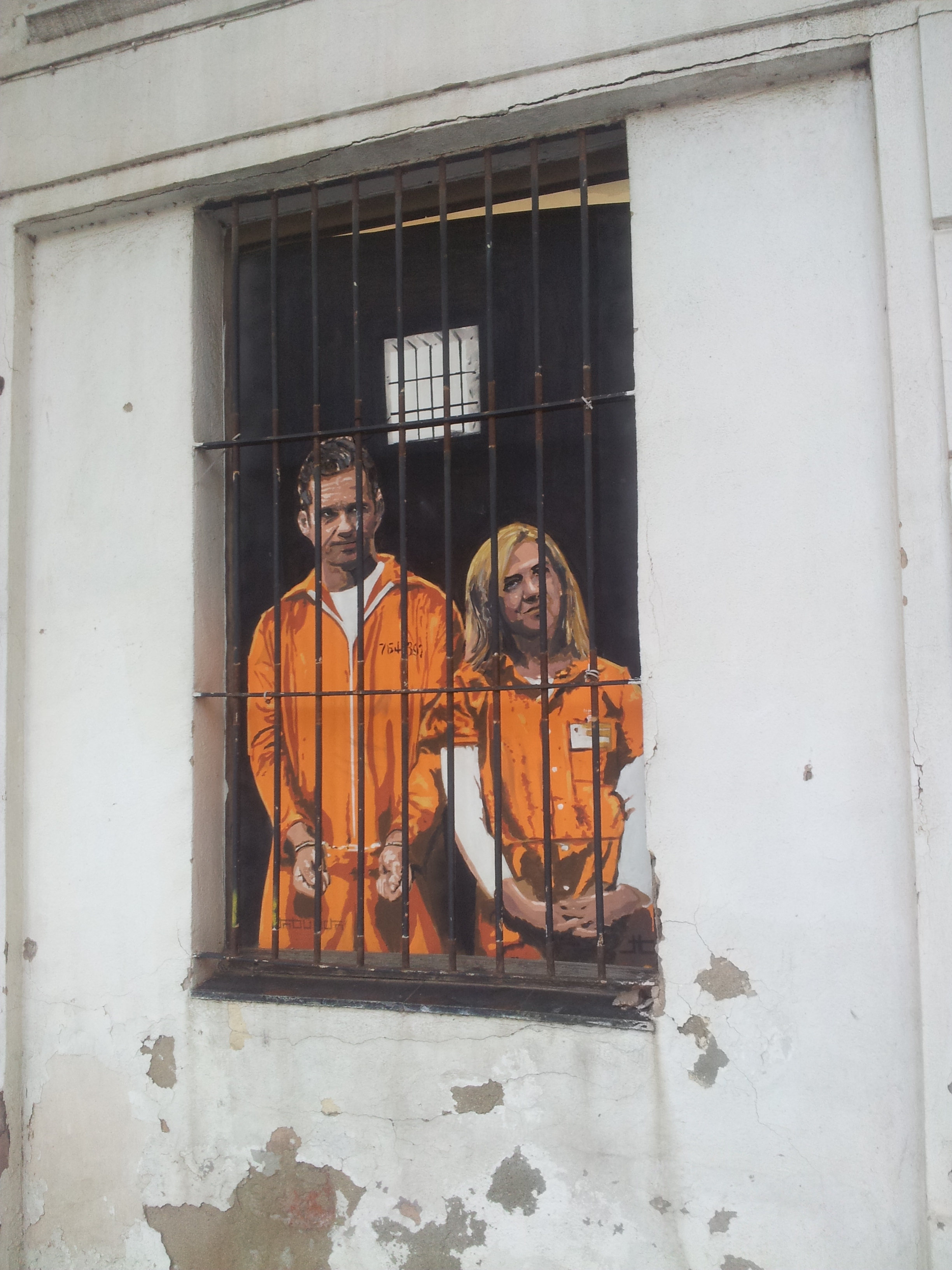
Een muurschildering van Urdangarin en Cristina van Spanje

De zaak-Nóos is een Spaans corruptieschandaal waarvan het proces zich afspeelt op het eiland Mallorca. Het meest in het oog springende van dit schandaal is de vermoedelijke betrokkenheid van Iñaki Urdangarin, schoonzoon van oud-koning Juan Carlos en zwager van koning Felipe VI van Spanje.
De zaak-Nóos kwam aan het licht in het onderzoek naar de zaak-Palma Arena, een corruptieschandaal op het eiland Mallorca. In die zaak kwam aan het licht hoe politieke leiders van de autonome regio de Balearen zichzelf verrijkten aan de bouw van een wielerbaan.